# Torneio de Montreux de 2015
O Torneio de Montreux de 2015 foi a 66ª edição do Torneio de Montreux, que decorreu entre os dias 1 e 5 de Abril de 2015. Esta competição é organizada pelo Montreux HC, na Suíça. Para além da competição sénior, foi disputado paralelamente um torneio de 4 equipas juniores (escalão de infantis em Portugal), compostas por jogadores até 13 anos.
Portugal conquistou o troféu pela 18ª vez, a quarta consecutiva.

## Fase de Grupos

### Grupo A
| País     | J | V | E | D | GM | GS | DG  | Pts |
| -------- | - | - | - | - | -- | -- | --- | --- |
| Espanha  | 3 | 3 | 0 | 0 | 12 | 4  | +8  | 9   |
| Portugal | 3 | 2 | 0 | 1 | 13 | 2  | +11 | 6   |
| Alemanha | 3 | 1 | 0 | 2 | 4  | 9  | -5  | 3   |
| Suíça    | 3 | 0 | 0 | 3 | 2  | 16 | -14 | 0   |

| 1 de Abril de 2015 | Portugal | 8-0 | Suíça |                                                             |
| 20:00 (GMT)        | 1-0 Hélder Nunes PwP 5x4 7' 1ªP 2-0 Gonçalo Alves 13' 1ªP 3-0 Gonçalo Alves 14' 1ªP 4-0 Hélder Nunes GP 19'13s 1ªP 5-0 José "Rafa" Costa LD AZUL 2' 2ªP 6-0 João Souto 5' 2ªP 7-0 João Souto 7' 2ªP 8-0 João Rodrigues 17' 2ªP |     |       | Árbitro: Johannes Flossel (Suiça) e Xavier Bleuzen (França) |

| 1 de Abril de 2015 | Espanha | 4-2 | Alemanha                                                      |                                                                |
| 21:30 (GMT)        | 1-0 Cristian Rodrigues 12' 1ªP 2-0 Cristian Rodrigues 17' 1ªP 3-0 Antonio "Toni" Perez 9' 2ªP 4-2 Antonio "Toni" Perez 17' 2ªP |     | 3-1 Lucas Karschau LD 10ªF 12' 2ªP 3-2 Lucas Karschau 17' 2ªP | Árbitro: Giovanni Andrisani (Itália) e Roland Eggimann (Suiça) |

| 2 de Abril de 2015 | Espanha | 7-2 | Suíça                                                   |                                                             |
| 18:00 (GMT)        | 1-0 Xavi Barroso 17' 1ªP 2-0 Cristian Rodriguez 1' 2ªP 3-0 Àlex Rodríguez 2' 2ªP 4-0 Antonio "Toni" Perez 12' 2ªP 5-1 Sergio "Sergi" Miras 16' 2ªP 6-1 Sergio "Sergi" Miras 17' 2ªP 7-2 Sergio "Sergi" Miras GP 19' 2ªP |     | 4-1 Pascal Kissling 14' 2ªP 6-2 Pascal Kissling 18' 2ªP | Árbitro: Joaquim Pinto (Portugal) e Patrícia Costa (Angola) |

| 2 de Abril de 2015 | Portugal | 5-1 | Alemanha                   |                                                           |
| 21:00 (GMT)        | 1-0 João Rodrigues 4' 1ªP 2-0 Gonçalo Alves 10' 1ªP 3-0 Hélder Nunes 14' 1ªP 4-0 João Rodrigues 9' 2ªP 5-0 Gonçalo Alves rec. GP 16' 2ªP |     | 5-1 Lucas Karschau 18' 2ªP | Árbitro: Urs Dornbierer (Suiça) e Xavier Bleuzen (França) |

| 3 de Abril de 2015 | Alemanha                           | 1-0 | Suíça |                                                             |
| 16:30              | 1-0 Lucas Karschau LD AZUL 19' 2ªP |     |       | Árbitro: Xavier Bleuzen (França) e Joaquim Pinto (Portugal) |

| 3 de Abril de 2015 | Portugal | 0-1 | Espanha                          |                                                                |
| 19:30 (GMT)        |          |     | 0-1 Antonio "Toni" Perez 16' 2ªP | Árbitro: Giovanni Andrisani (Itália) e Roland Eggimann (Suíça) |

### Grupo B
| País        | J | V | E | D | GM | GS | DG  | Pts |
| ----------- | - | - | - | - | -- | -- | --- | --- |
| Angola      | 3 | 3 | 0 | 0 | 11 | 5  | +14 | 9   |
| Itália      | 3 | 2 | 0 | 1 | 11 | 10 | +1  | 6   |
| França      | 3 | 1 | 0 | 2 | 8  | 12 | -4  | 3   |
| Montreux HC | 3 | 0 | 0 | 3 | 6  | 9  | -3  | 0   |

| 1 de Abril de 2015 | França                                                                                                   | 3-4 | Angola |                                                           |
| 16h30 (GMT)        | 1-0 Carlo Di Benedetto LD Azul 4' 2ªP 2-2 Rémi Herman 15' 2ªP 3-4 Carlo Di Benedetto LD 10ªF 19' 57s 2ªP |     | 1-1 João Vieira "JoHe" 6' 2ªP 1-2 João Vieira "JoHe" rec. GP 9' 2ªP 2-3 André Centeno 16' 2ªP 2-4 João Vieira "JoHe" LD 10ªF 19' 2ªP | Árbitro: Jordi Steff (Suiça) e José Juan Melero (Espanha) |

| 1 de Abril de 2015 | Itália | 4-3 | Montreux HC                                                                         |                                                             |
| 18h30 (GMT)        | 1-0 Marco Pagnini 1' 1ªP 2-0 Samuele Amato 3' 1ªP 3-0 Federico Ambrosio 9' 1ªP 4-1 Domenico Illuzzi 1' 2ªP |     | 3-1 Gaël Jimenez 15' 1ªP 4-2 Gaël Jimenez 2' 2ªP 4-3 Andreas Münger LD AZUL 16' 2ªP | Árbitro: Joaquim Pinto (Portugal) e Patrícia Costa (Angola) |

| 2 de Abril de 2015 | Angola                                                   | 2-1 | Montreux HC              |                                                                   |
| 16h30 (GMT)        | 1-0 João Pinto "Mustang" 6' 1ªP 2-1 André Centeno 2' 2ªP |     | 1-1 Gaël Jimenez 15' 1ªP | Árbitro: Torsten Flossel (Alemanha) e Giovanni Andrisani (Itália) |

| 2 de Abril de 2015 | França                                                          | 2-6 | Itália |                                                             |
| 21:00              | 1-0 Florent David 8' 1ªP 2-4 Carlo Di Benedetto LD Azul 10' 2ªP |     | 1-1 Federico Ambrosio 17' 1ªP 1-2 Federico Ambrosio 1' 2ªP 1-3 Marco Pagnini 3' 2ªP 1-4 Domenico Illuzzi LD 10ªF 7' 2ªP 2-5 Alessandro Verona 16' 2ªP 2-6 Domenico Illuzzi 16' 2ªP | Árbitro: Enrico Armati (Suiça) e José Juan Melero (Espanha) |

| 3 de Abril de 2015 | França                                                                                    | 3-2 | Montreux HC                                            |                                                               |
| 18:00 (GMT)        | 1-2 Mathieu Le Roux 18' 2ªP 2-2 Mathieu Le Roux 18' 2ªP 3-2 Carlo di Benedetto 19'56s 2ªP |     | 0-1 Andreas Münger 5' 1ªP 0-2 Adrian Boo Garcia 6' 2ªP | Árbitro: Patrícia Costa (Angola) e Torsten Flõssel (Alemanha) |

| 3 de Abril de 2015 | Itália                        | 1-5 | Angola |                                                             |
| 21:00              | 1-1 Alessandro Verona 12' 1ªP |     | 0-1 Martin Payero 11' 1ªP 1-2 Humberto Mendes "Big" 17´ 1ªP 1-3 Martin Payero 10' 2ªP 1-4 Martin Payero 12' 2ªP 1-5 Humberto Mendes "Big" 14´ 2ªP | Árbitro: José Juan Melero (Espanha) e Enrico Armati (Suíça) |

## Fase Final

### 5º-8º Lugar
|  | Eliminatória  | Eliminatória  |   |               | 5º lugar      | 5º lugar |  |
|  |               |               |   |               |               |          |  |
|  | 4 Abril 13:00 |               |   |               |               |          |  |
|  | Alemanha      | 4 g.          |   |               |               |          |  |
|  | Montreux HC   | 3 p.          |   |               |               |          |  |
|  |               |               |   |               |               |          |  |
|  |               |               |   |               | 5 Abril 15:00 |          |  |
|  |               |               |   |               | Alemanha      | 1        |  |
|  |               | França        | 0 |               |               |          |  |
|  |               |               |   |               |               |          |  |
|  |               |               |   |               |               |          |  |
|  |               |               |   |               | 7º            |          |  |
|  | 4 Abril 15:00 | 4 Abril 15:00 |   | 5 Abril 13:00 | 5 Abril 13:00 |          |  |
|  | França        | 5             |   | Montreux HC   | 2             |          |  |
|  | Suíça         | 1             |   |               | Suíça         | 3        |  |

### Apuramento Campeão
|  | Meias Finais  | Meias Finais  |   |               | Final          | Final |  |
|  |               |               |   |               |                |       |  |
|  | 4 Abril 17:00 |               |   |               |                |       |  |
|  | Angola        | 2             |   |               |                |       |  |
|  | Portugal      | 3             |   |               |                |       |  |
|  |               |               |   |               |                |       |  |
|  |               |               |   |               | 5 Abril 19:00  |       |  |
|  |               |               |   |               | Portugal       | 3     |  |
|  |               | Espanha       | 2 |               |                |       |  |
|  |               |               |   |               |                |       |  |
|  |               |               |   |               |                |       |  |
|  |               |               |   |               | Terceiro lugar |       |  |
|  | 4 Abril 19:00 | 4 Abril 19:00 |   | 5 Abril 17:00 | 5 Abril 17:00  |       |  |
|  | Espanha       | 2             |   | Angola        | 2(g)           |       |  |
|  | Itália        | 1             |   |               | Itália         | 3(o)  |  |

#### Jogos
Meias Finais
| 4 de Abril  | Angola                                                               | 2-3 | Portugal                                                                               |                                                               |
| 17:00 (GMT) | 1-0 João Vieira "JoHe" 7' 1ªP 2-3 João Vieira "JoHe" 19'47" 2ªP' 1ªP |     | 1-1 Hélder Nunes 4' 2ªP 1-2 José "Rafa" Costa LD Azul 8' 2ªP 1-3 João Rodrigues 9' 2ªP | Árbitro: José Juan Melero (Espanha) e Torsten Flõssel (Suiça) |

| 4 de Abril  | Espanha                                                | 2-1 | Itália                       |                                                             |
| 19:00 (GMT) | 0-1 Cristian Rodriguez 5' 2ªP 0-2 Eduard Lamas 11' 2ªP |     | Giulio Cocco LD 10ªF 12' 2ªP | Árbitro: Joaquim Pinto (Portugal) e Xavier Bleuzen (França) |

3º e 4º lugar
| 5 de Abril  | Angola                                                          | 2-2 (2-3 g.o.) | Itália |                                                                |
| 17:00 (GMT) | 1-2 João Pinto "Mustang" 19' 2ªP 2-2 João Vieira "JoHe" 19' 2ªP |                | 0-1 Domenico Illuzi 0'30 1ªP 0-2 Federico Ambrosio rec. LD 10ªF 13' 2ªP 2-3 Federico Ambrosio LD 15ªF 4' 2ªP Prol. | Árbitro: Joaquim Pinto (Portugal) e José Juan Melero (Espanha) |

Final
| 5 de Abril  | Portugal                                                                     | 3-2 | Espanha                                                                   |                                                                |
| 19:00 (GMT) | 1-0 Hélder Nunes 7' 1ªP 2-1 Gonçalo Alves 13' 1ªP 3-2 João Rodrigues 18' 2ªP |     | 1-1 Antonio "Toni" Perez 10' 1ªP 2-2 Antonio "Toni" Perez LD 10ªF 12' 2ªP | Árbitro: Xavier Bleuzen (França) e Giovanni Andrisani (Itália) |